# 사이토 내각
사이토 내각(齋藤内閣)은 전 조선총독, 추밀고문관 사이토 마코토가 제30대 내각총리대신으로 임명되어, 1932년 5월 26일부터 1934년 7월 8일까지 존재한 일본의 내각이다.

## 재직 기간
- 1932년(쇼와 7년) 5월 26일 ~ 1934년(쇼와 9년) 7월 8일
- 재직 일수 : 774일